# Muraszemenye
Muraszemenye (horvátul: Semenince) község Zala vármegyében, a Letenyei járásban.

## Fekvése
Muraszemenye Letenyétől 11 kilométerre, a Mura és holtágai mellett fekvő határmenti település. Közigazgatási területén a 7538-as út halad végig, de az a község lakott részeit nagyrészt elkerüli, csak Aligvár településrészen halad keresztül, ahol kiágazik belőle északnak a 7541-es út, Lispeszentadorján felé. Alsószemenye és Csernec településrészek önkormányzati utakon érhetők el az említett út felől, Felsőszemenyére pedig a 75 149-es számú mellékút vezet.

## Története
A település 1938-ban jött létre Alsószemenye, Felsőszemenye és Csernec községek egyesítésével. Első írásos emléke 1248-ból származik.[forrás?]
Muraszemenye 1977 és 1992 között egyesítve volt Csörnyeföld községgel Szemenyecsörnye néven, majd 1992-ben a két község ismét különvált.

## Közélete

### Polgármesterei
- 1992–1994: Koroncz Lajos (független)[4]
- 1994–1998: Koroncz Lajos (független)[5]
- 1998–2002: Szirmai Attila (független)[6]
- 2002–2006: Szirmai Attila (független)[7]
- 2006–2007: Szirmai Attila László (független)[8]
- 2007–2010: Stefanec Mária Katalin (független)[9]
- 2010–2014: Stefanec Mária Katalin (független)[10]
- 2014–2019: Stefanec Mária Katalin (független)[11]
- 2019–2024: Stropka Józsefné (független)[12]
- 2024– : Bánfalvi Edina (független)[1]

A településen 2007. szeptember 30-án időközi polgármester-választást kellett tartani, az előző polgármester lemondása miatt.

## Népesség
A település népességének változása:
| Lakosok száma | 626  | 609  | 597  | 520  | 493  | 496  | 488  |
|               | 2013 | 2014 | 2015 | 2021 | 2022 | 2023 | 2024 |

A 2011-es népszámlálás idején a nemzetiségi megoszlás a következő volt: magyar 95,9%, cigány 2,97%. A lakosok 62,5%-a római katolikusnak, 0,9% reformátusnak, 1,98% felekezeten kívülinek vallotta magát (34,6% nem nyilatkozott).
2022-ben a lakosság 73,4%-a vallotta magát magyarnak, 1,8% cigánynak, 1,4% németnek, 0,4% horvátnak, 0,2% ukránnak, 1,4% egyéb, nem hazai nemzetiségűnek (24,5% nem nyilatkozott; a kettős identitások miatt a végösszeg nagyobb lehet 100%-nál). Vallásuk szerint 46,5% volt római katolikus, 2,8% református, 0,4% görög katolikus, 2,2% egyéb keresztény, 2,6% egyéb katolikus, 6,5% felekezeten kívüli (38,9% nem válaszolt).

## Nevezetességei
- A falu első számú nevezetessége egy 70 hektáros horgásztó, ami a kavicsbányászat során alakult ki.
- A falu központjában egy 14. századi – később átalakított – gótikus római katolikus templom áll.